# 扎托爾

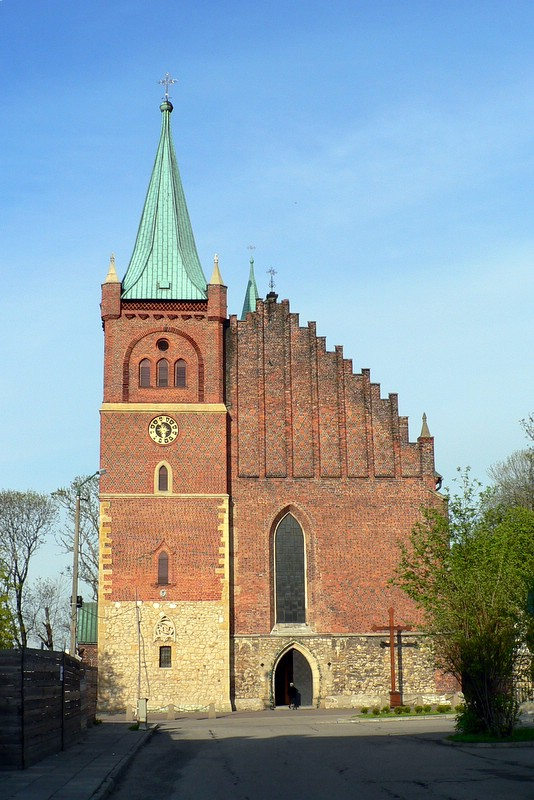

扎托爾是波蘭的城鎮，位於該國南部斯卡瓦河畔，由小波蘭省負責管轄，面積11.53平方公里，海拔高度239米，2006年人口3,726。在第一次瓜分波蘭中，該鎮在1772年被納入奧地利管治範圍。

## 外部連結
- （波兰語） Serwis Internetowy Miasta i Gminy Zator （页面存档备份，存于）
- （波兰語） Stowarzyszenie Dolina Karpia （页面存档备份，存于）
- （波兰語） The illustrated article about the castle in Zator （页面存档备份，存于）
- Jewish Community in Zator （页面存档备份，存于） on Virtual Shtetl

49°59′47″N 19°26′17″E / 49.99639°N 19.43806°E